# Leninmuseet
Leninmuseet (finska: Lenin-museo) i Tammerfors är ett museum tillägnat Vladimir Lenins liv och verksamhet samt relationerna mellan Sovjetunionen och Finland.
Museet invigdes 1946 på initiativ av Samfundet Finland-Sovjetunionens Tammerforsavdelning i Folkets hus vid Tavastparken, samma byggnad där Lenin och Stalin träffades första gången 1905. Det blev den första sådana institutionen utanför Sovjetunionen. År 1992 övertogs museet av Samfundet Finland-Ryssland och 2014 blev det en del av Arbetarmuseet Werstas.
Leninmuseet hade år 2014 drygt 8 300 besökare.
Museet lades ner i november 2024. Ett nytt museum, Nootti - museum för finsk-ryska relationer, öppnades i samma lokaler i februari 2025, med fokus på Finlands relationer med Sovjetunionen och Ryssland